# Нитки долі (фільм, 1915)
Нитки долі (англ. The Threads of Fate) — американська короткометражна драма режисера Джозефа Де Грасса 1915 року.

## У ролях
- Полін Буш — дружина
- Вільям С. Доулан — коханець
- Лон Чейні — граф